# Јасеница (Мостар)
Јасеница су насељено мјесто града Мостара, Федерација Босне и Херцеговине, БиХ.

## Географија
Јасеница се налази на ријеци Јасеници у јужном дијелу Мостара, тачније, између Бачевића и Родоча и подијељена је на Горњу и Доњу Јасеницу.
Ово насеље обилује разноврсном пољопривредном културом која датира неколико десетина година уназад. Кроз насеље Јасеница пролази нови асфалтни пут ширине 5 метара, као и електроенергетска мрежа, модерна телефонија, водоинсталације и више километара канала за наводњавање пољопривредних обрадивих површина.
У Јесеници је до рата 1991. био хелиодром у саставу војног аеродрома у Мостару.

## Становништво
| Националност       | 1991.          | 1981.          | 1971.          |
| Хрвати             | 1.498 (72,33%) | 1.279 (74,44%) | 1.026 (84,37%) |
| Муслимани          | 453 (21,87%)   | 313 (18,21%)   | 179 (14,72%)   |
| Срби               | 9 (0,43%)      | 20 (1,16%)     | 7 (0,57%)      |
| Југословени        | 66 (3,18%)     | 61 (3,55%)     | 1 (0,08%)      |
| остали и непознато | 45 (2,17%)     | 45 (2,61%)     | 3 (0,24%)      |
| Укупно             | 2.071          | 1.718          | 1.216          |